# Kelainai
Kelainai of Celaenae was een oude stad en de grootste van Phrygië, gelegen op de grote handelsroute naar het oosten. De stad werd volgens de verhalen door Kelainos, een zoon van Poseidon en Kelaino Danais, gesticht (Strabo, XII 8.18.).
Haar akropolis weerstond lange tijd Alexander in 333 v.Chr. en de stad werd aan hem overgegeven nadat er een schikking was getroffen. Zijn opvolger, Eumenes, maakte haar voor enige tijd zijn hoofdkwartier, zoals Antigonus dat ook, en wel tot 301 v.Chr., deed.
Van Lysimachus ging zij over naar Seleucus, wiens zoon Antiochus, haar geografisch belang inziend, haar herstichtte op een open vlakte onder de naam Apamea. Ten westen van de akropolis was het paleis van Xerxes en de agora. In of nabij deze bevindt zich de grot vanwaar de Marsyas ontspringt, een van de bronnen van het Meanderrivier (Hellenica Oxyrhynchia XII 3.).
Volgens Xenophon, had Cyrus een paleis en een groot park vol met wilde dieren te Celaenae.

## Verder lezen
- G. Weber,  Dineir-Celanes (1892).